# LSV Radom
Der Luftwaffensportverein Radom (kurz: LSV Radom) war während des Zweiten Weltkriegs ein Sportclub in einer Garnison der deutschen Luftwaffe in der Stadt Radom im besetzten Polen. Die aus deutschen Soldaten bestehende Mannschaft wurde 1940 Vizemeister der Gauliga Generalgouvernement.

## Geschichte
Als Meister des Distrikts Radom war der LSV in der ersten Saison seines Bestehens für das Halbfinale der Gaumeisterschaft 1940 qualifiziert, in dem er den LSV Okecie  4:3 nach Verlängerung schlug. Im Finale unterlag er knapp dem LSV Deblin  mit 1:2. Im selben Jahr erreichten die Radomer das Halbfinale des Bernsteinpokals, verloren dies aber deutlich mit 0:4 gegen den späteren Gewinner des Wettbewerbs, die SS- u. Pol.-SG Warschau.
In der Spielzeit 1941 scheiterte der LSV Radom als Distriktsieger im Halbfinale der Gaumeisterschaft: 1:4 gegen LSV Warschau. Im Spiel um den dritten Platz besiegte er die SS- und Pol.-SG Lublin klar mit 5:2.  Im Pokalwettbewerb desselben Jahres traf der LSV Radom wieder auf den LSV Warschau und unterlag ihm erneut, dieses Mal allerdings aufgrund einer Entscheidung des Fachwartes Fußball der Sportbehörde des Generalgouvernements: Da die erste Partie in Warschau zwischen beiden Mannschaften nach Verlängerung unentschieden (1:1) ausgegangen war, wurde ein Wiederholungsspiel in Radom angesetzt. Dieses wurde in der 75. Minute beim Stand von 1:0 für die Gäste aus Warschau abgebrochen, nachdem Zuschauer den Platz gestürmt hatten. Vorangegangen waren Rangeleien unter den Spielern und drei Platzverweise. Die Sportbehörde des Generalgouvernements entschied am grünen Tisch, dass der LSV Warschau im Finale spielt.
In der Spielzeit 1942 wurde der LSV Radom zum dritten Mal hintereinander Distriktmeister. Bei der Endrunde der Gaumeisterschaft, die die fünf Distriktmeister erstmals im Ligaformat (Jeder gegen jeden) austrugen, wurde der LSV Radom Letzter, seine Bilanz waren ein Unentschieden und drei Niederlagen bei einem Torverhältnis von 8:26.
Ihren letzten Erfolg verbuchte die Mannschaft mit dem Erreichen des Halbfinalеs im Bernsteinpokal 1943, sie schied aber nach einer 1:4-Niederlage gegen den späteren Pokalsieger LSV Mölders Krakau aus dem Wettbewerb aus.  Im Sommer 1944 wurde der Verein aufgelöst.

## Erfolge im Fußball
- Distriktmeister Radom: 1940, 1941 und 1942
- Vizemeister der Gauliga Generalgouvernement: 1940
- Dritter der Gauliga Generalgouvernement: 1941
- Halbfinalist im Bernsteinpokal: 1940 und 1943